# Josip Teskera
Josip Teskera (28 ottobre 2001) è un taekwondoka croato.

## Palmarès
- Europei

Manchester 2022: bronzo nei 54 kg.
Belgrado 2024: bronzo nei 54 kg.